# Almazán
Almazán es un municipio y villa española de la provincia de Soria, en la comunidad autónoma de Castilla y León. Con una población de 5476 habitantes (INE 2024), se trata del segundo término municipal más poblado de la provincia. La localidad es atravesada por el río Duero.

## Etimología
El topónimo deriva del árabe المحصن (al-maḥṣan) «el fortificado», nombre común en la toponimia árabe. Según otros autores tendría origen ibero o vasco y significaría «en el bosque». Por otro lado, Antonio Moya supone que la etimología tendría que ver con «manzano».
El gentilicio adnamantino quiere decir habitante de Adnumantia, nombre inventado de una presunta villa de la época romana que significa «hacia Numancia». Según esa teoría, la localidad estaría situada en la calzada que conducía a Numancia y de ahí su nombre. No obstante, ese topónimo, Adnumantia, no es mencionado en las fuentes clásicas y carece, hoy en día, de veracidad.

## Geografía

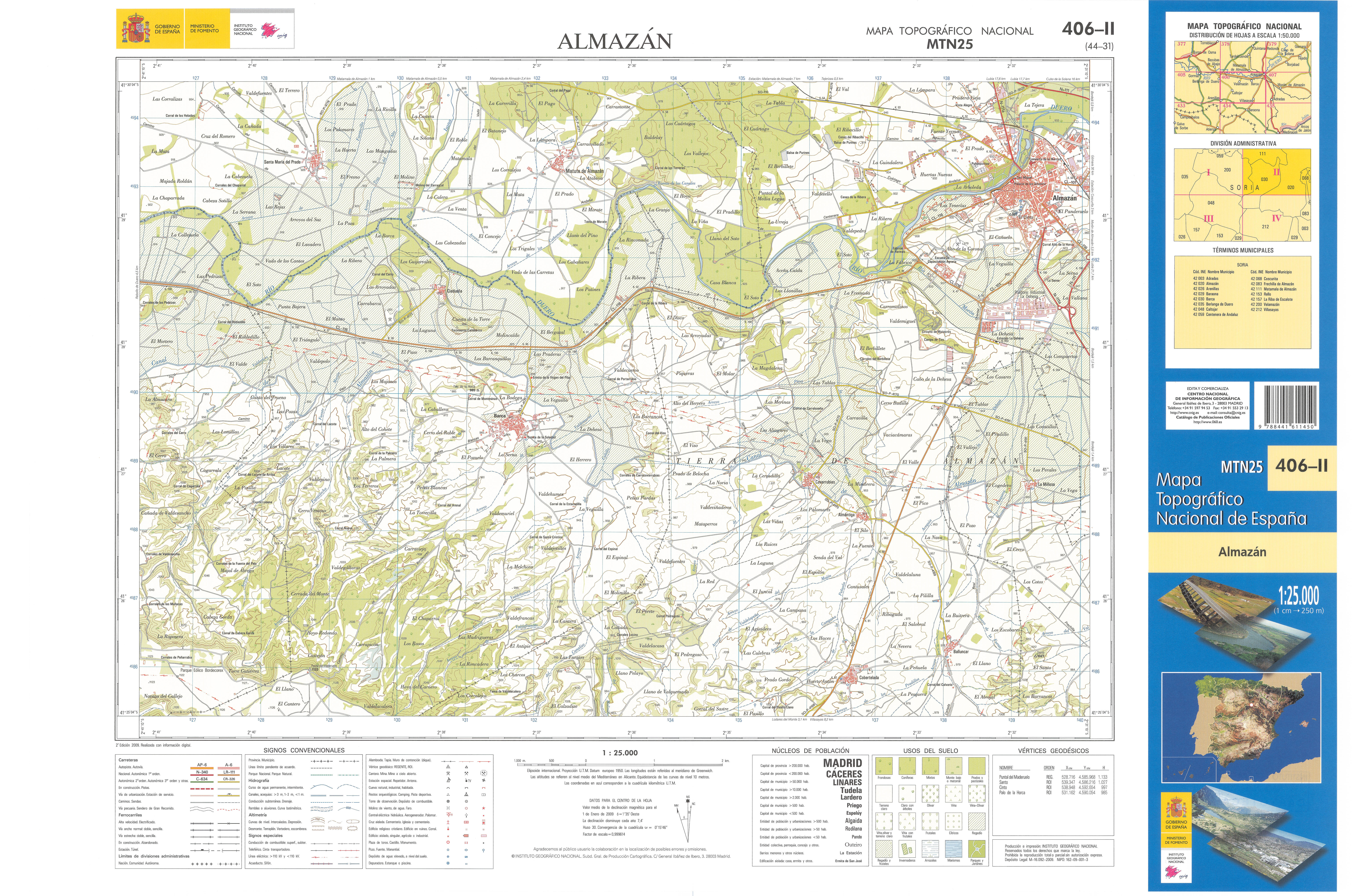
Fragmento de la hoja 406 del Mapa Topográfico Nacional de España de 2009 en el que se representa Almazán

Se sitúa a 36 km al sur de la capital de la provincia, comunicada con aquella por la autovía A-15 y la carretera N-111. Almazán es cabecera de dicho municipio, así como de la comarca de Almazán. Es, además, núcleo de servicios de una extensa comarca rural, fundamentalmente agraria.
Desde el punto de vista jerárquico de la Iglesia católica forma parte de la diócesis de Osma, la cual, a su vez, es sufragánea de la archidiócesis de Burgos, aunque históricamente Almazán estuvo situada, hasta 1955, dentro de los límites de la diócesis de Sigüenza, siendo cabecera del arciprestazgo de Almazán.
El río Duero atraviesa la localidad, si bien la mayor parte de esta se encuentra situada en la margen izquierda. Su término municipal es extenso, alargado de norte a sur. El municipio se encuentra a 938 m sobre el nivel del mar, aunque a medida que uno se aleja del río Duero la altura aumenta hasta más de los 1000 m, sobre todo por el noreste (por donde desciende el Duero) y por el sur.
| Noroeste: Tardelcuende            | Norte: Quintana Redonda y Cubo de La Solana | Noreste: Borjabad, Viana de Duero |
| Oeste: Barca, Matamala de Almazán |                                             | Este: Viana de Duero, Coscurita   |
| Suroeste: Barca, Villasayas       | Sur: Adradas, Baraona, Villasayas           | Sureste: Frechilla de Almazán     |

## Historia

### Edad Media
El año 1068 Almazán es reconquistada por los cristianos por Alfonso VI de León, aunque poco después fue recuperada para al-Ándalus. Es a comienzos del siglo XII cuando Almazán es definitivamente repoblada por la acción de Alfonso I el Batallador en 1128. Un diploma del 22 de septiembre de ese año lo documenta, con la referencia temporal «en el tiempo cuando el predicho rey Alfonso poblaba la población de Almazán, que él llamaba Plasencia». Este testimonio informa del nombre que le daba el rey aragonés, que sin embargo no llegó a consolidarse. Tras la muerte de Alfonso I el Batallador en 1134, la población pasa a manos castellanas y Alfonso VII de León hace donaciones de terrenos de Almazán al obispo de Sigüenza.
En 1158 Sancho III de Castilla crea desde Almazán la Orden de Caballería de Calatrava. Entregándola al abad Raimundo de Fitero y el freire Diego Velázquez, que se encargarán desde Ciruelos (la orden monacal del Císter) y desde el castillo de Calatrava, como castillo fronterizo cercano a Sierra Morena (la orden de los Caballeros) de mantener la frontera sur de Castilla.

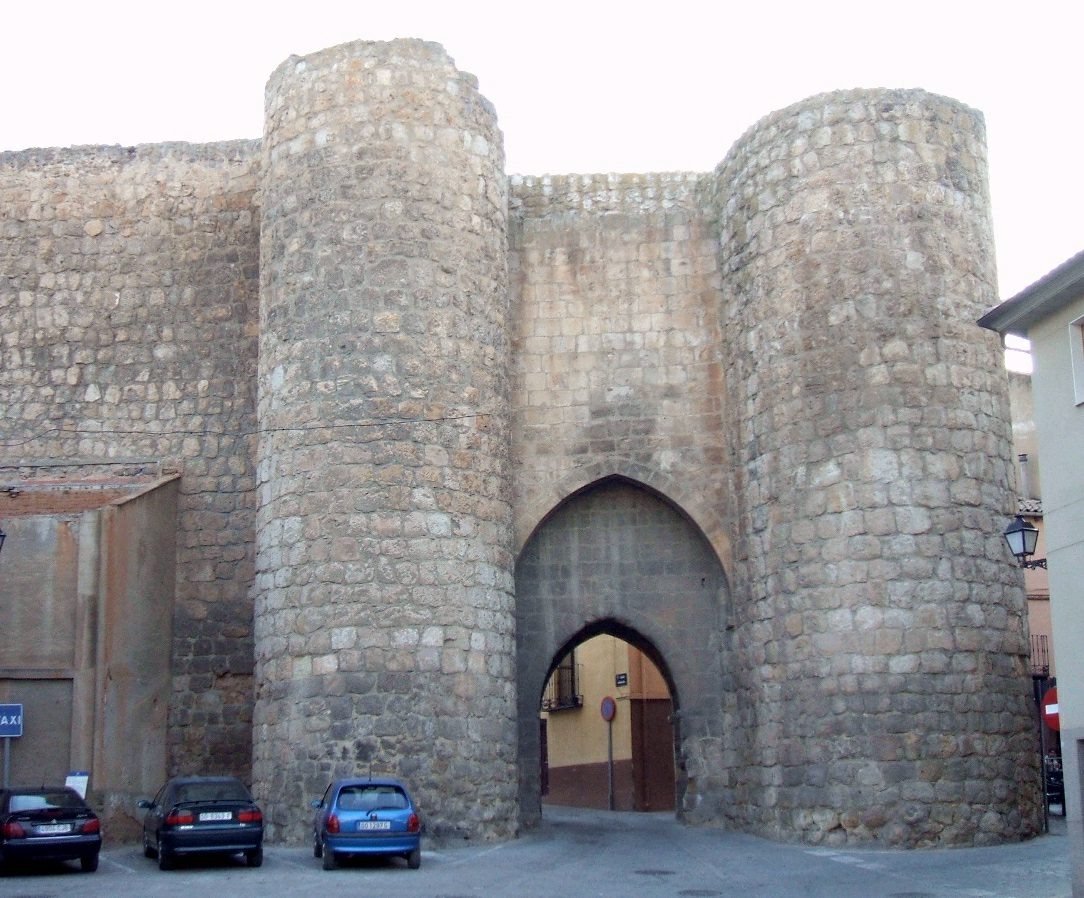
Puerta de Herreros.

A finales del siglo XIII se enfrentan en guerra civil Sancho IV de Castilla, «el Bravo», y quien pretendía el trono de Castilla, el infante Alfonso de la Cerda, que había sido acogido en la corte de Alfonso III de Aragón, el Liberal, y era apoyado en sus aspiraciones reales por este monarca quien, en su enfrentamiento con Sancho el Deseado, tomó Almazán en 1289 estableciéndose allí el infante Alfonso de la Cerda junto con un séquito que hacía las veces de corte a comienzos del siglo XIV. En 1305, tras variadas vicisitudes y la mediación del rey de Portugal Dionisio I y el de Aragón Jaime II el Justo, la plaza es devuelta a la Corona castellana.
En 1375 se firmaron en Almazán las paces entre Castilla y Aragón. Pedro IV el Ceremonioso, rey de Aragón, y Enrique II, rey de Castilla. En enero del mismo año moriría el rey Jaime IV de Mallorca, rey consorte de Nápoles tras una corta enfermedad. Su cuerpo fue trasladado a Soria para ser enterrado en el convento de San Francisco. Juan Hurtado de Mendoza en 1392 era mayordomo mayor de Enrique III de Castilla. El rey Enrique IV de Castilla le regala la villa y le hace señor de la misma. La comarca estaba dividida en dos sexmos (división territorial que comprende cierto número de pueblos asociados para la administración de bienes comunes). Había 40 pueblos entre los dos sexmos; 24 en Tierra Llana y 16 en la Sierra. La villa estaba regida por el alcalde mayor; le ayudaban seis regidores, tres de la clase de hidalgos y tres hombres buenos del pueblo. Almazán era un marquesado del conde de Altamira, siendo este un título entroncado en el linaje de los Hurtado de Mendoza. Los Reyes Católicos visitaron Almazán en varias ocasiones.

### Edad Moderna y Contemporánea

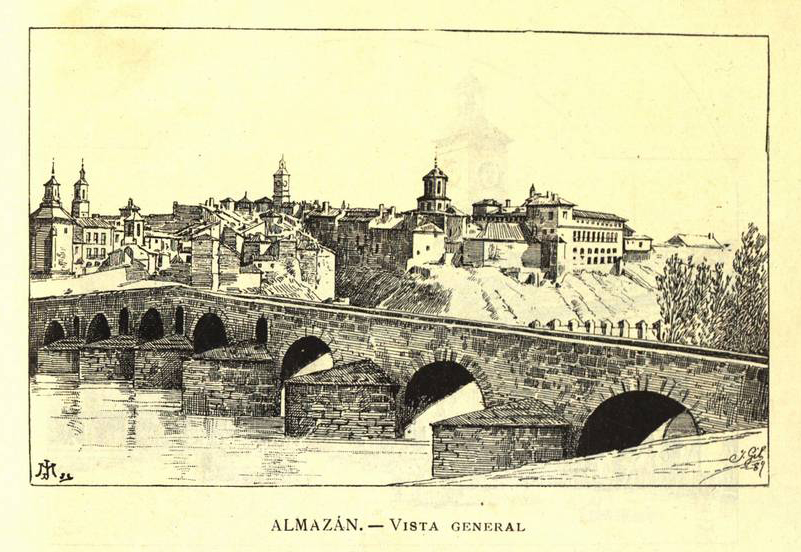
Almazán a finales del

En la villa murió el dramaturgo Tirso de Molina el 12 de marzo de 1648, en el convento de la Merced y se supone yace en el cementerio conventual. Durante la Guerra de la Independencia Española, el 10 de julio de 1810, fue incendiada esta villa por el general francés Régis Barthélemy Mouton-Duvernet, con motivo de la tenaz resistencia, que dentro de sus muros, hizo Jerónimo Merino, con 1600 hombres. A la caída del Antiguo Régimen la localidad se constituye en municipio constitucional en la región de Castilla la Vieja, partido de Almazán que en el censo de 1842 contaba con 484 hogares y 2400 vecinos. A mediados del siglo XIX, En 1857 crece el término del municipio porque incorpora a Fuentelcarro y a Tejerizas.

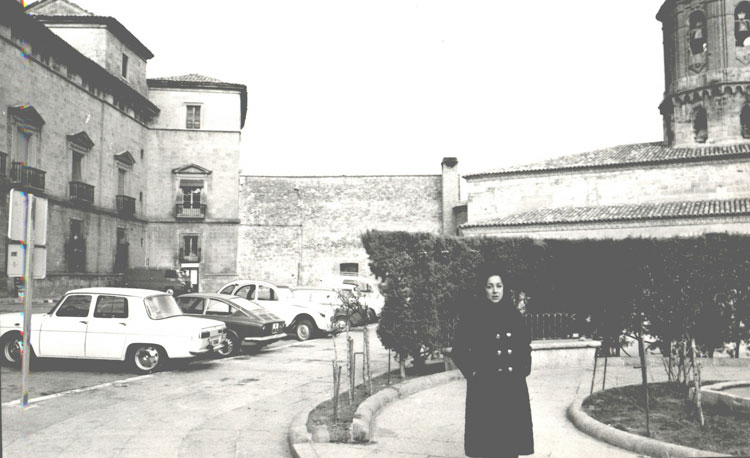
Plaza de Almazán en el

El ferrocarril llegó a Almazán en 1892 con la inauguración de la línea Torralba-Soria, que permitió la conexión del municipio con la red ferroviaria española. Tres años después, en enero de 1895, se abrió al tráfico la línea Valladolid-Ariza. A partir de ese momento la población contó con dos estaciones de ferrocarril, Almazán-Villa y Almazán-Dehesa, aunque ambas nunca llegaron a tener correspondencia entre sí. La línea Valladolid-Ariza se mantuvo en servicio hasta su progresiva clausura en 1985 y 1994.
A finales del siglo XX, En 1972 crece el término del municipio porque incorpora a Cobertelada, con las localidades de Almántiga, Balluncar, Covarrubias y Lodares del Monte. A comienzos del siglo XXI la localidad contaba con policía local y guardia civil. También cuenta con un servicio de limpieza municipal de las calles.

## Demografía
Cuenta con una población de 5476 habitantes (INE 2024).
| Gráfica de evolución demográfica de Almazán entre 1842 y 2021 |
| |
| Población de derecho según los censos de población del INE Población de hecho según los censos de población del INEEntre el censo de 1857 y el anterior, crece el término del municipio porque incorpora a 425044 (Fuentelcarro) y 425108 (Tejerizas) Entre el censo de 1981 y el anterior, crece el término del municipio porque incorpora a 42066 (Cobertelada) |

Población por núcleos
| Núcleos           | Habitantes (2000) | Habitantes (2010) | Habitantes (2020) |
| ----------------- | ----------------- | ----------------- | ----------------- |
| Almazán           | 5665              | 5868              | 5477              |
| Almántiga         | 6                 | 6                 | 4                 |
| Balluncar         | 13                | 9                 | 11                |
| Cobertelada       | 31                | 21                | 16                |
| Covarrubias       | 32                | 24                | 26                |
| Fuentelcarro      | 20                | 13                | 10                |
| Lodares del Monte | 11                | 8                 | 7                 |
| Tejerizas         | 17                | 16                | 15                |

## Economía
Destaca la industria del mueble. Existe un polígono agroindustrial que en estos momentos está siendo ampliado.

## Administración y política
| Periodo   | Nombre                       | Partido |
| --------- | ---------------------------- | ------- |

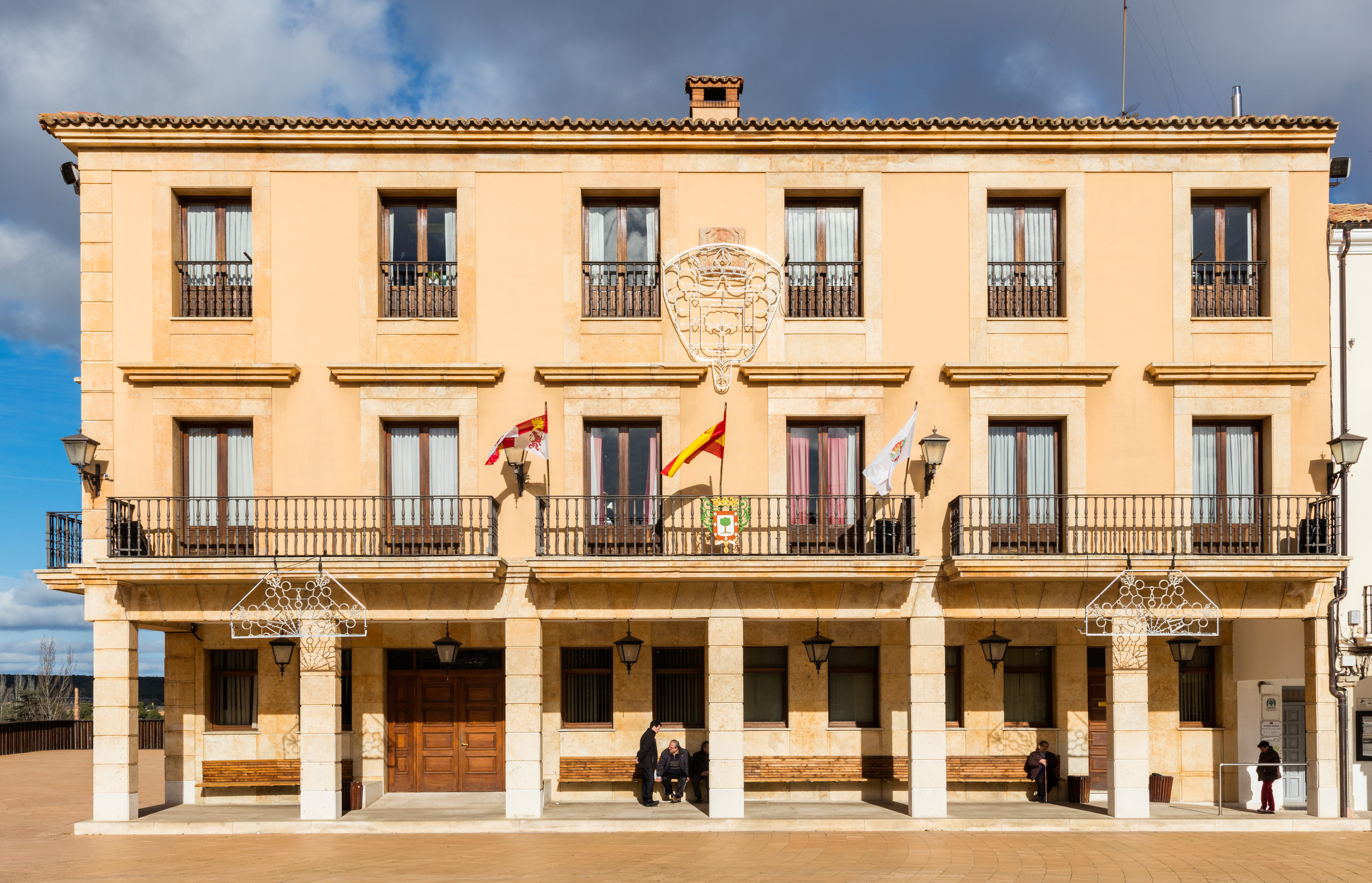
Casa consistorial

| 1979-1983 | Francisco de Miguel Huerta   | UCD     |
| 1983-1987 | Francisco de Miguel Huerta   | ADEI    |
| 1987-1991 | Francisco de Miguel Huerta   | AP      |
| 1991-1995 | Ángel Martín Vizcaíno        | PSOE    |
| 1995-1999 | José Luis Las Heras García   | PP      |
| 1999-2003 | José Luis Las Heras García   | PP      |
| 2003-2007 | María Jesús Gañán Millán     | PP      |
| 2007-2011 | Ángel Núñez Ureta            | PSOE    |
| 2011-2015 | José Antonio de Miguel Nieto | PPSO    |
| 2015-2019 | José Antonio de Miguel Nieto | Cs      |
| 2019-2023 | Jesús Cedazo Mínguez         | PSOE    |
| 2023-act. | Jesús Cedazo Mínguez         | PSOE    |

| Partido político                         | 2023    | 2023       | 2023 |
| Partido político                         | Votos   | Concejales |      |
| ---------------------------------------- | ------- | ---------- | ---- |
| Partido Socialista Obrero Español (PSOE) | 60,07 % | 8          |      |
| Partido Popular (PP)                     | 35,01 % | 5          |      |
| Vox                                      | 3,07 %  | 0          |      |

## Patrimonio

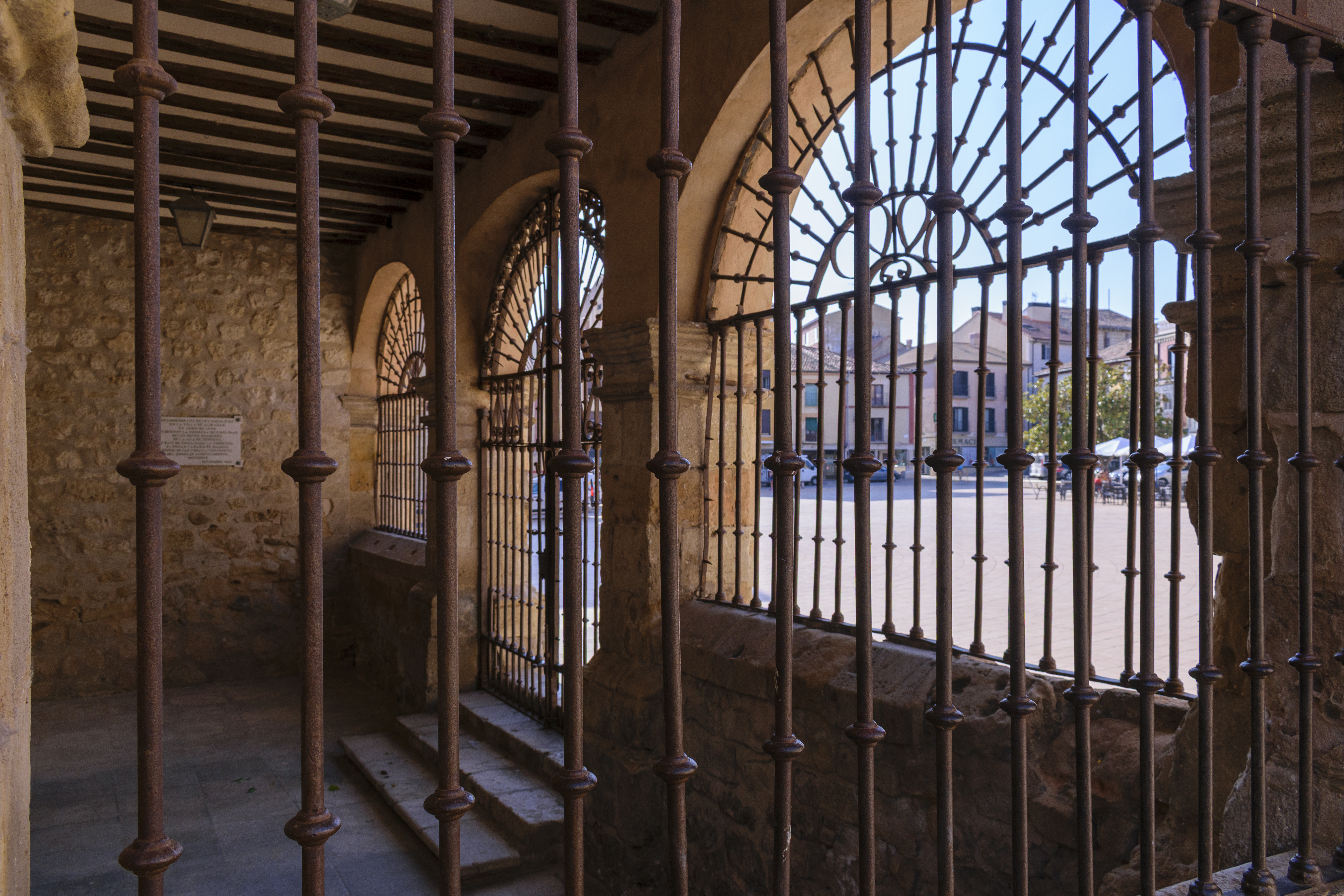
Reja de la iglesia de San Miguel

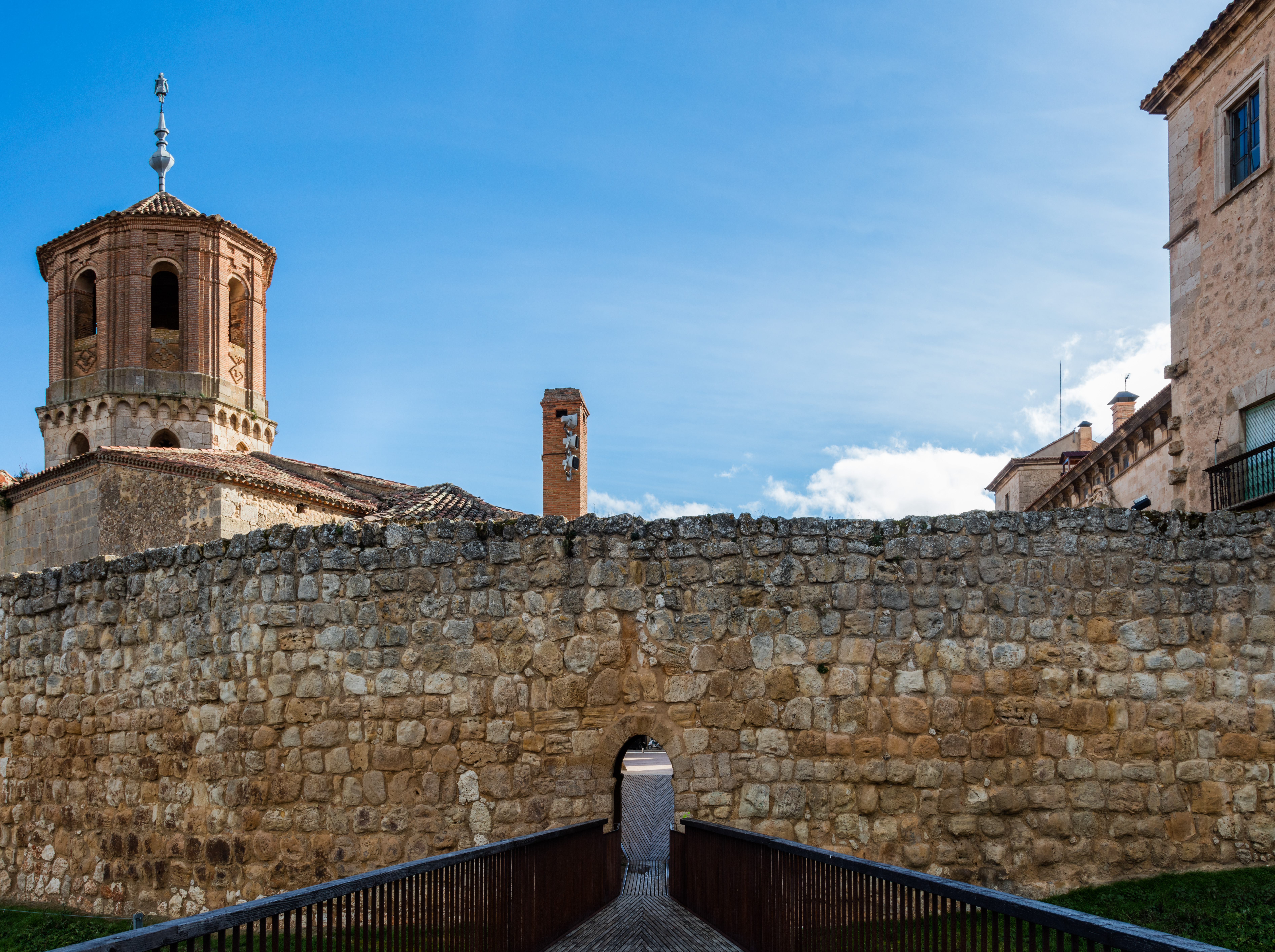
Muralla junto a la plaza Mayor y, en segundo plano, la iglesia de San Miguel.

Sobresale el conjunto artístico románico, pero sin olvidar muestras de barroco, renacentista y gótico.
- Iglesia de San Miguel, joya del románico soriano. Destaca su cimborrio de dos cuerpos. El primero, construido en piedra, está cubierto con una bóveda estrellada de nervios entrecruzados de estilo mudéjar del siglo XII. También destaca su bonito campanario octogonal.[18] Fue declarada monumento histórico-artístico perteneciente al tesoro nacional el 3 de junio de 1931.[19][20] Hoy día cuenta con el estatus de bien de interés cultural.
- Iglesia de Santa María de Calatañazor. Destaca su bonito retablo recientemente restaurado.
- Iglesia de San Pedro.
- Iglesia de Nuestra Señora de Campanario, con cabecera románica.
- Antigua iglesia de San Vicente, románica, hoy aula municipal de cultura.
- Iglesia de San Esteban, junto al castillo, con restos románicos.
- Ermita de Jesús Nazareno o capilla del Cristo, barroca.
- Antiguo convento de las Clarisas, hoy día propiedad de particular.
- Antiguo convento de la Merced, propiedad del Ayuntamiento. Fue declarado Bien de Interés Cultural en la categoría de Monumento el 26 de diciembre de 1947.[20]
- Recinto amurallado, que incluye la Puerta de Herreros, la Puerta del Mercado y la Puerta y reloj de la Villa y la Puerta del Postiguillo en la plaza Santa María.
- Plaza Mayor, donde se erige la estatua de Diego Laínez y sede del Ayuntamiento, el palacio de los Hurtado de Mendoza y la iglesia de San Miguel. La plaza fue reformada en 2011 por los arquitectos José María de Churtichaga y Cayetana de la Quadra-Salcedo, intervención que incluyó la inserción de un mirador en voladizo con vistas sobre el río Duero y que en 2012 resultó finalista en la séptima edición del Premio Europeo del Espacio Público Urbano.
- Antigua Casa del Obispo
- Palacio de los Hurtado de Mendoza o de los Altamira. Fue declarado Bien de Interés Cultural en la categoría de Monumento el 13 de junio de 1991.[20]
- Las Tres Cruces.

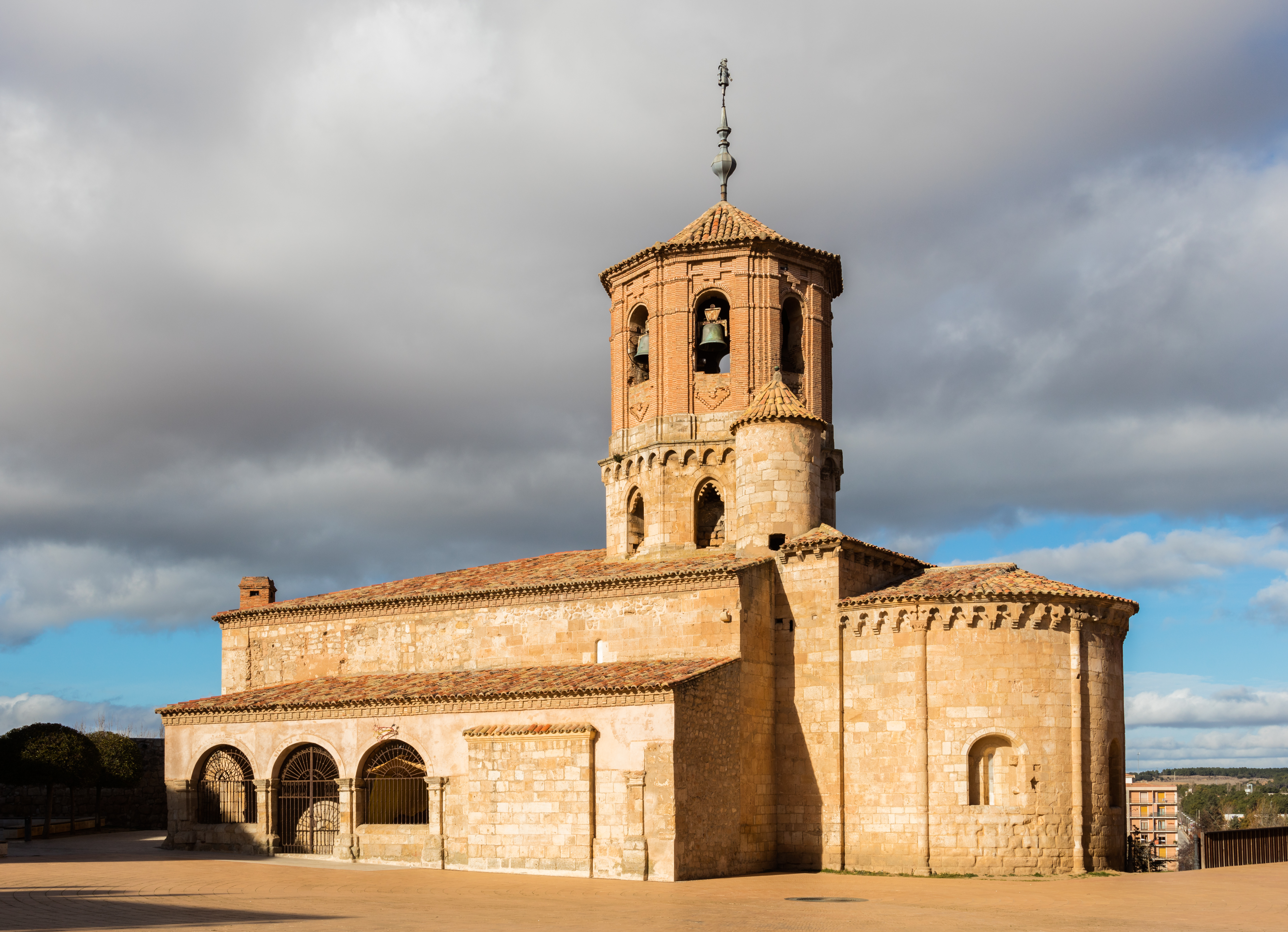
Iglesia de San Miguel
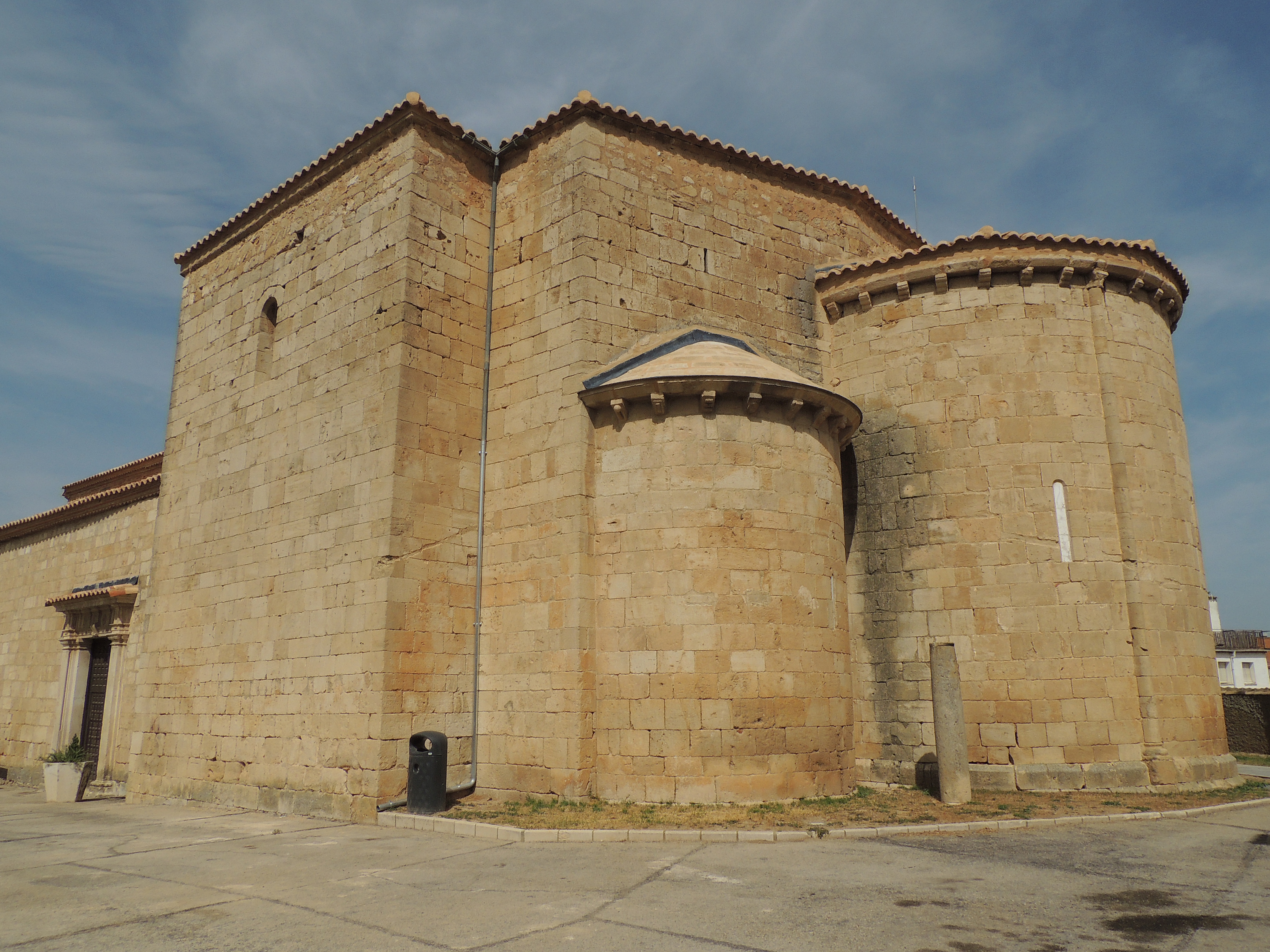
Iglesia de Nuestra Señora del Campanario
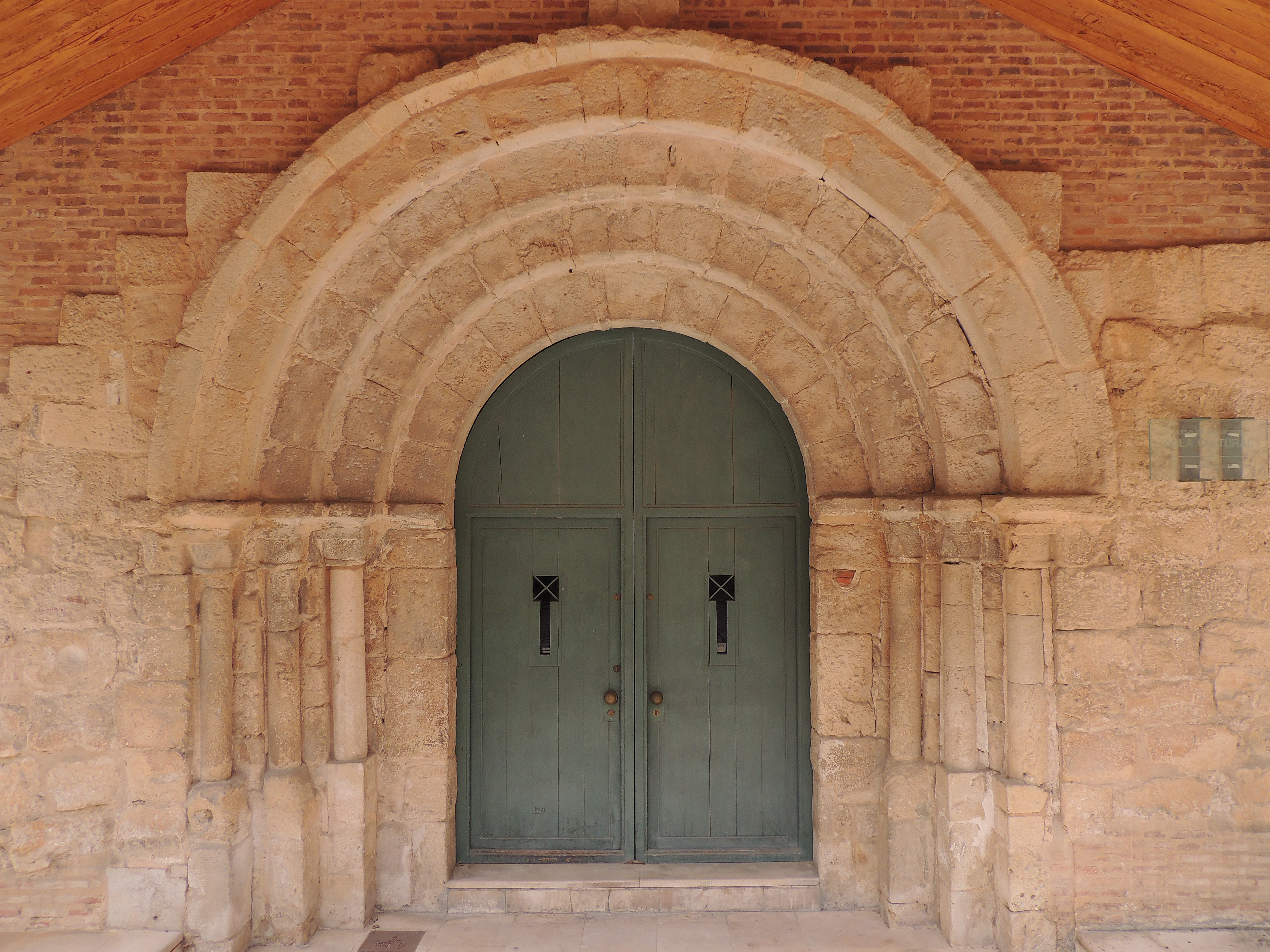
Iglesia de San Vicente
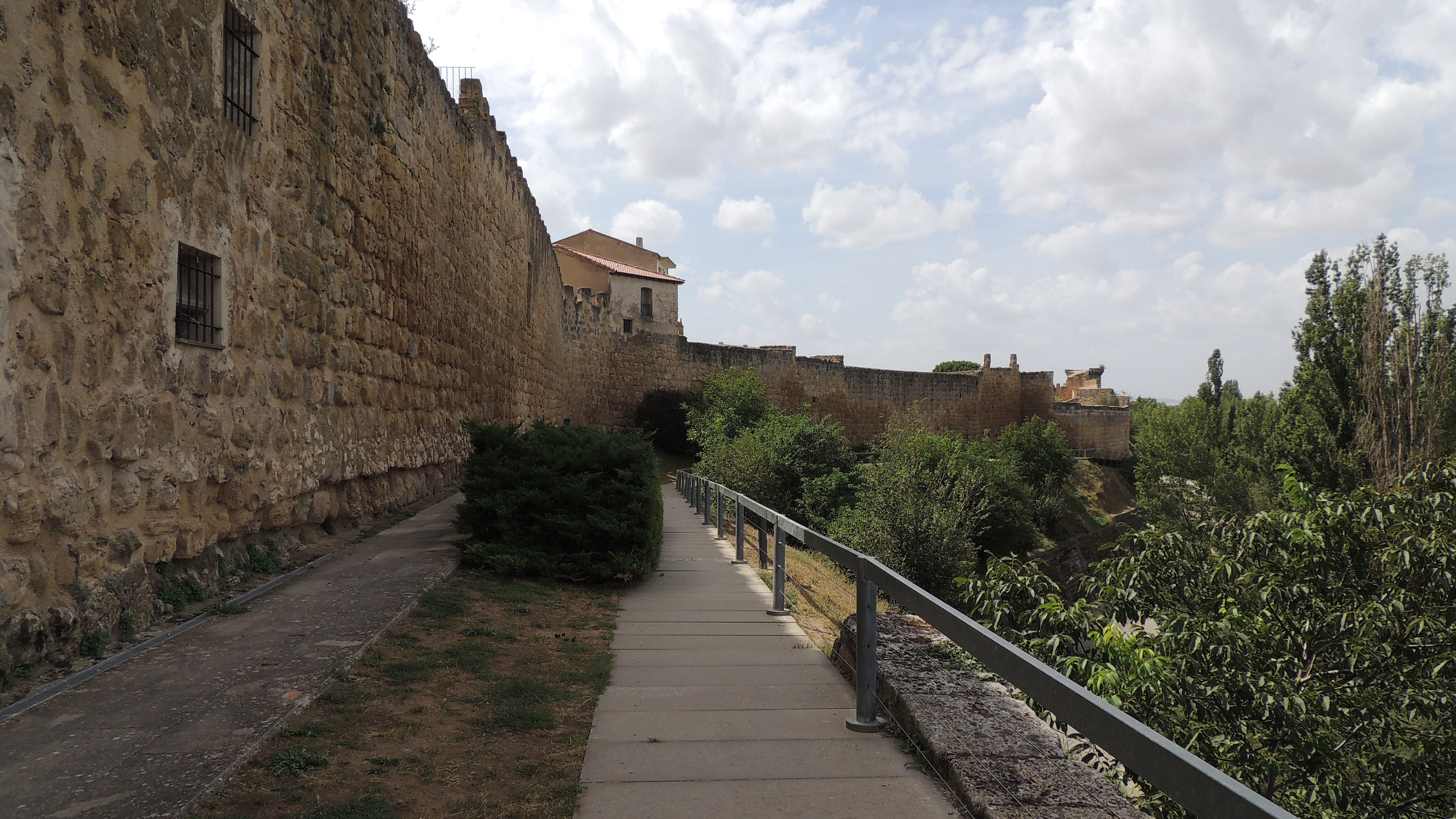
Murallas
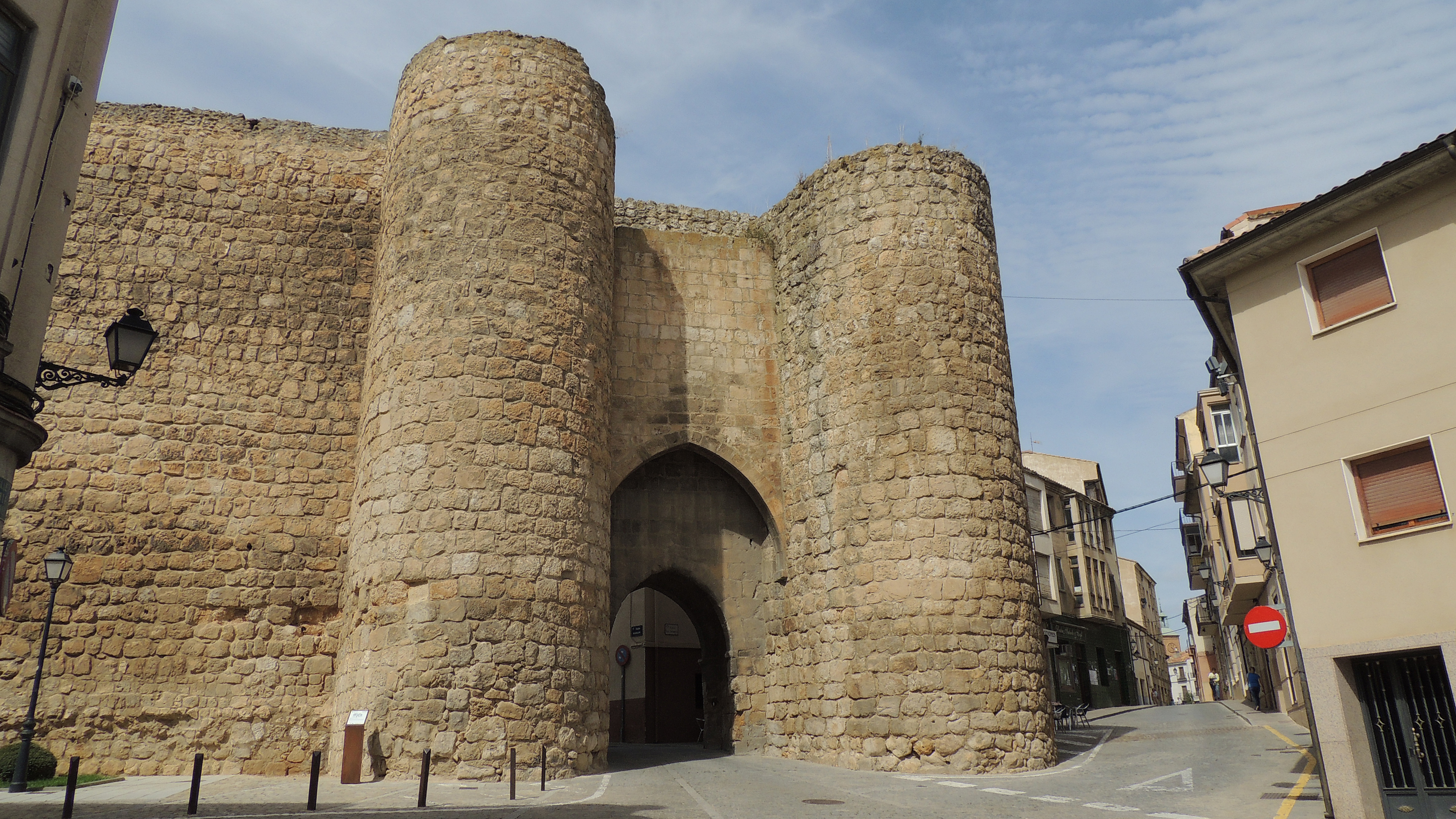
Puerta de Herreros
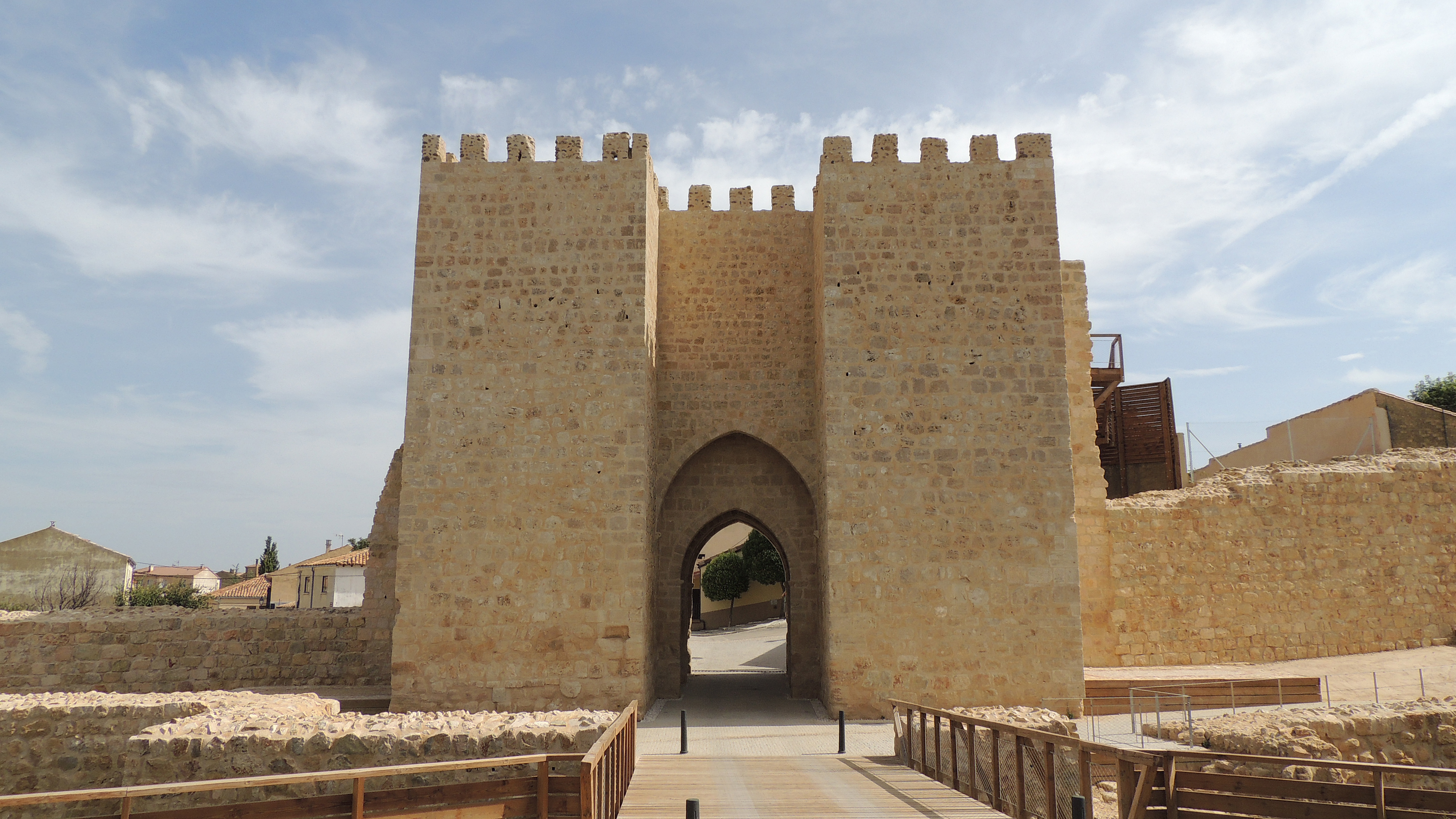
Puerta del Mercado
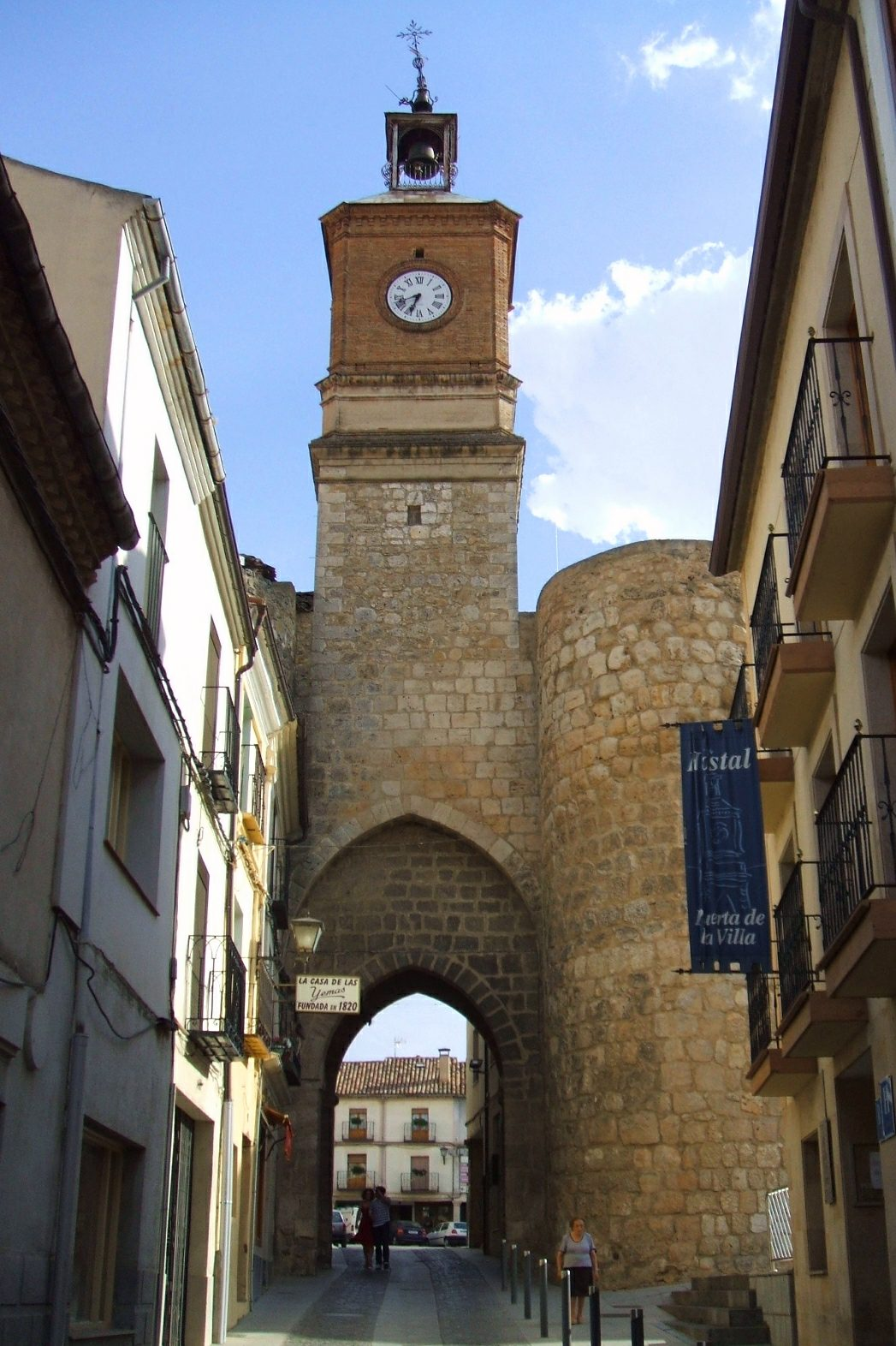
Puerta de la Villa
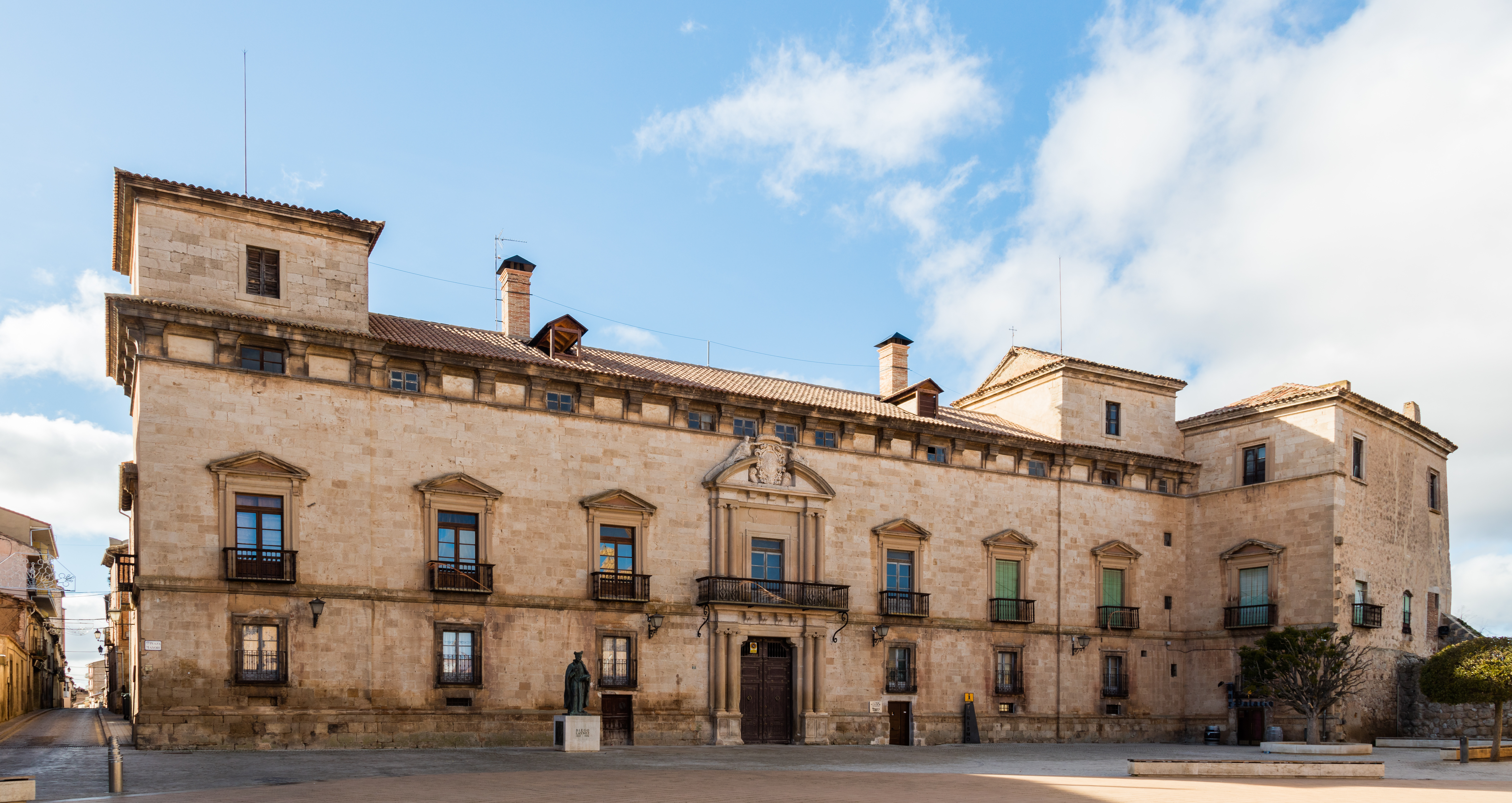
Palacio de los Altamira

## Cultura

### Centros educativos
La localidad cuenta con varios centros educativos: el CEIP Diego Laínez (infantil y primaria); el IES Gaya Nuño (secundaria y bachillerato), el colegio Calasancio (infantil, primaria y secundaria), el Centro de Estudios Audiovisuales, una Escuela de capataces (formación profesional) y una Escuela de Capacitación Agraria.

### Locales culturales
Cuenta con el cine-teatro Calderón (c/ Martínez Asenjo, esquina Caballeros), el centro cultural Tirso de Molina (Pza. de los Olmos) y el aula cultural de San Vicente (c/ Las Monjas).

### Fiestas
Las procesiones de Almazán por Semana Santa son organizadas por las cofradías (cofradía del Santo Entierro de Nuestro Señor Jesucristo y cofradía de la Santa Vera Cruz), la parroquia (con la presencia de los sacerdotes y con el permiso de guardar y de sacar las imágenes de: la iglesia de Santa María de Calatañazor, coloquialmente conocida como Santa María, la iglesia de San Miguel, la iglesia de San Pedro y la iglesia de Nuestra Señora de Campanario) y el ayuntamiento (con el permiso de sacar y guardar las imágenes de la ermita de Jesús; y de dar estancia una noche en San Vicente, antes de la procesión del encuentro).
Las Fiestas de la Bajada de Jesús son las fiestas patronales de Almazán. Están dedicadas en honor a Jesús Nazareno (patrón de la villa). Estas fiestas se desarrollan entre el último jueves de agosto y el primer domingo de septiembre. Días antes del comienzo de las fiestas, concretamente una semana antes del comienzo de las fiestas, se realiza la procesión de la subida de Jesús Nazareno desde su ermita hasta la iglesia de Nuestra Señora del Campanario, la cual está en lo alto de la villa. El primer domingo de septiembre se realiza la procesión de la Bajada de Jesús, que al pasar por la plaza mayor se realiza una gran traca final que da señal del fin de las fiestas. Entre los días que se comprenden estas procesiones se desarrollan actividades recreativas propias de fiestas, tales como torneos, teatros infantiles y verbenas.
Las fiestas de San Pascual están dedicadas a San Pascual. Esta fiesta también es conocida como el zarrón. En 2016 han celebrado el bicentenario de la fundación de la cofradía.

### Gastronomía

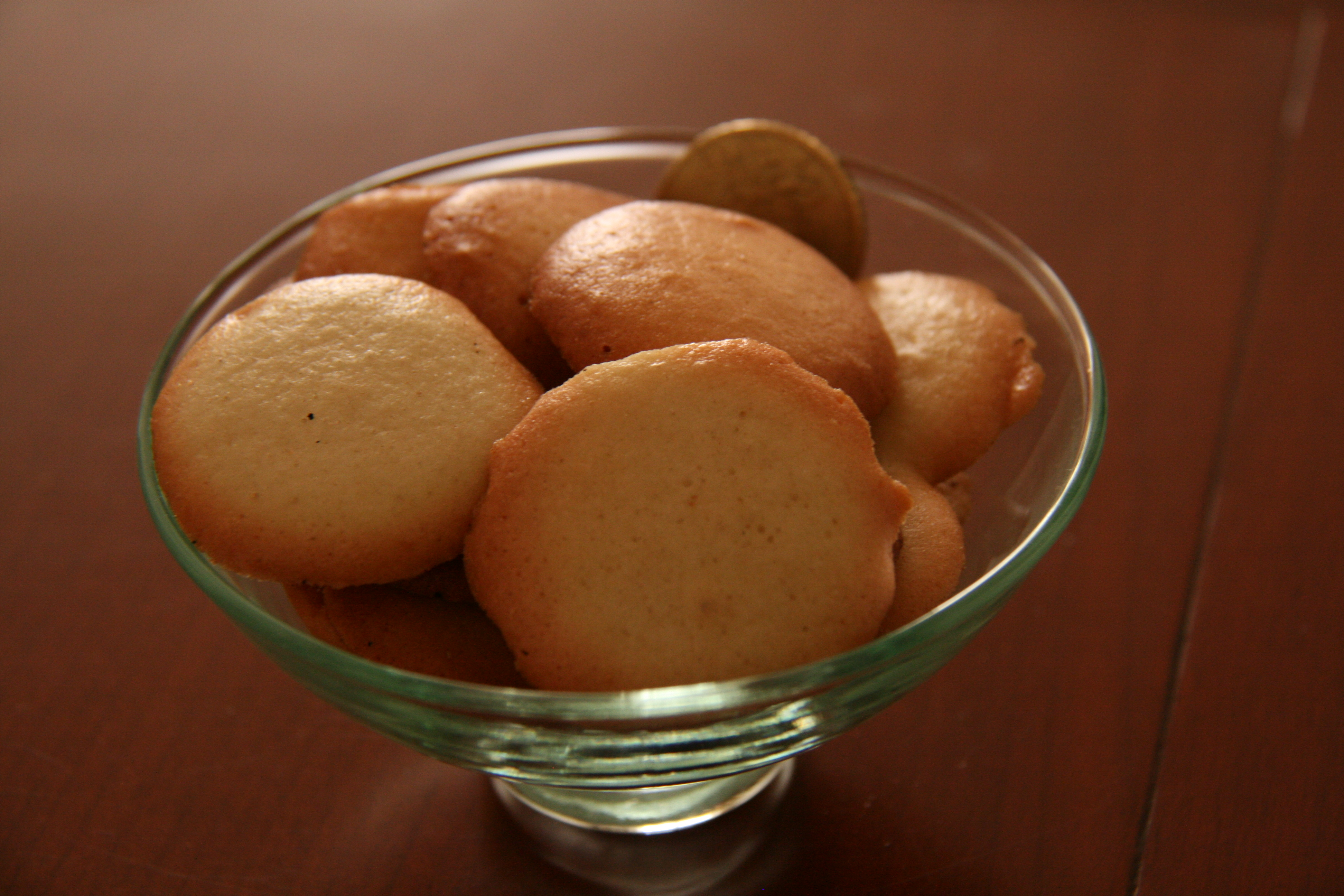
Paciencias de Almazán.

Almazán participa de la rica y variada gastronomía castellana: el cocido con su bola, morcilla, verduras y carnes; las sopas de ajo; el típico somarro de cerdo asado, así como los asados de cordero, los torreznos sorianos, las especialidades de caza y la trucha asada y ahumada, constituyen los platos más característicos de la zona.
En cuanto a repostería, merecen ser destacadas por derecho propio, merced a su reconocida fama, las Yemas de Almazán exquisito dulce para degustar a los postres de una buena comida y las populares paciencias.

### Deporte
Su equipo de fútbol es la Sociedad Deportiva Almazán, que milita actualmente en la Tercera División RFEF.